# Верхня Богатирка
Верхня Богати́рка (рос. Верхняя Богатырка) — присілок на річці Чепці в Глазовському районі Удмуртії, Росія.

## Населення
Населення — 171 особа (2010; 179 в 2002).
Національний склад станом на 2002 рік:
- удмурти — 84 %

## Господарство
У присілку діють поштове відділення та ФАП, працює магазин.

## Урбаноніми[3]
- вулиці — Верхньобогатирська, Заставкова, Ключова, Молодіжна, Польова, Радянська

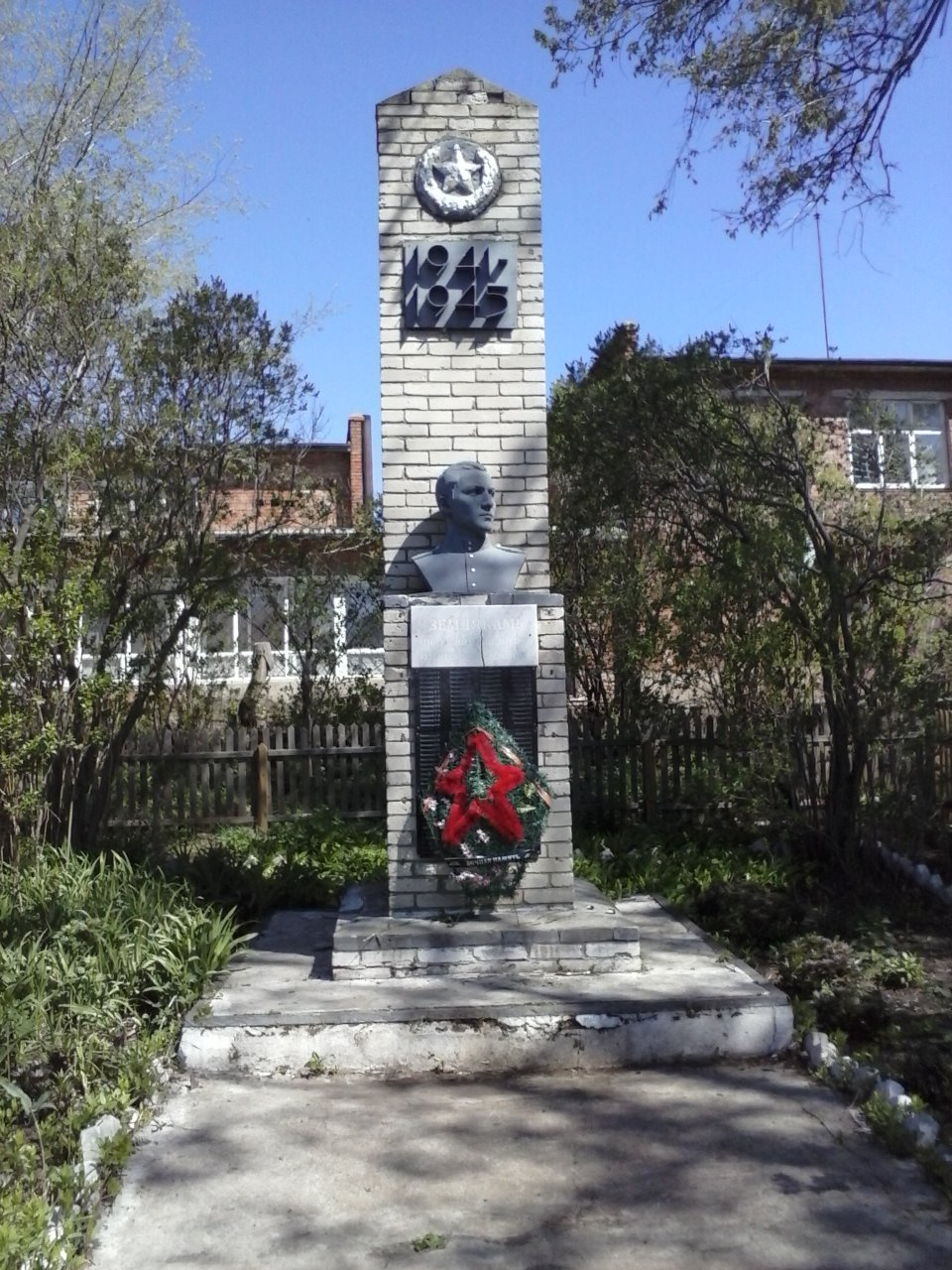
Меморіал загиблим землякам у Другій світовій війні
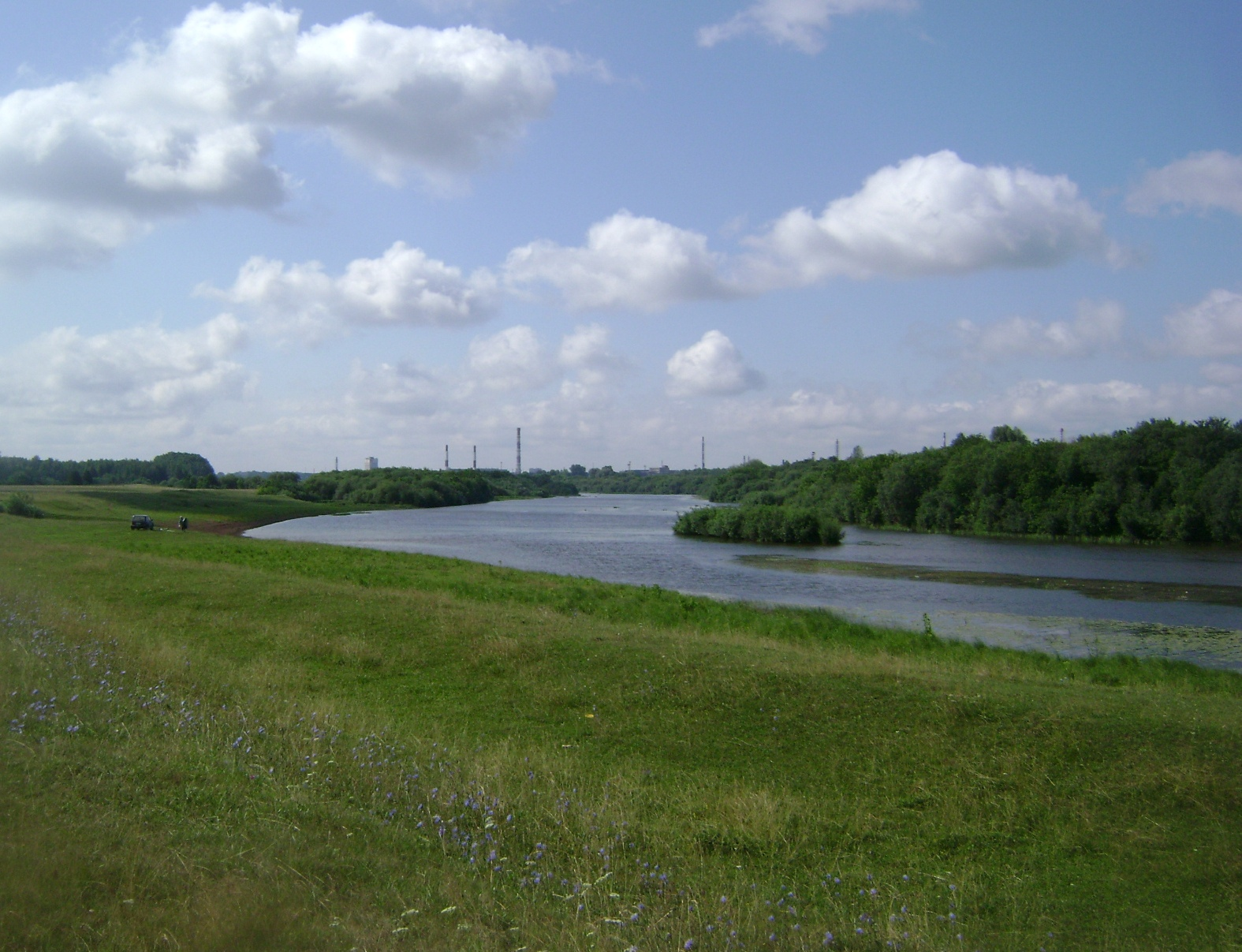
Річка Чепца в районі присілку